# Eduard Delbanco

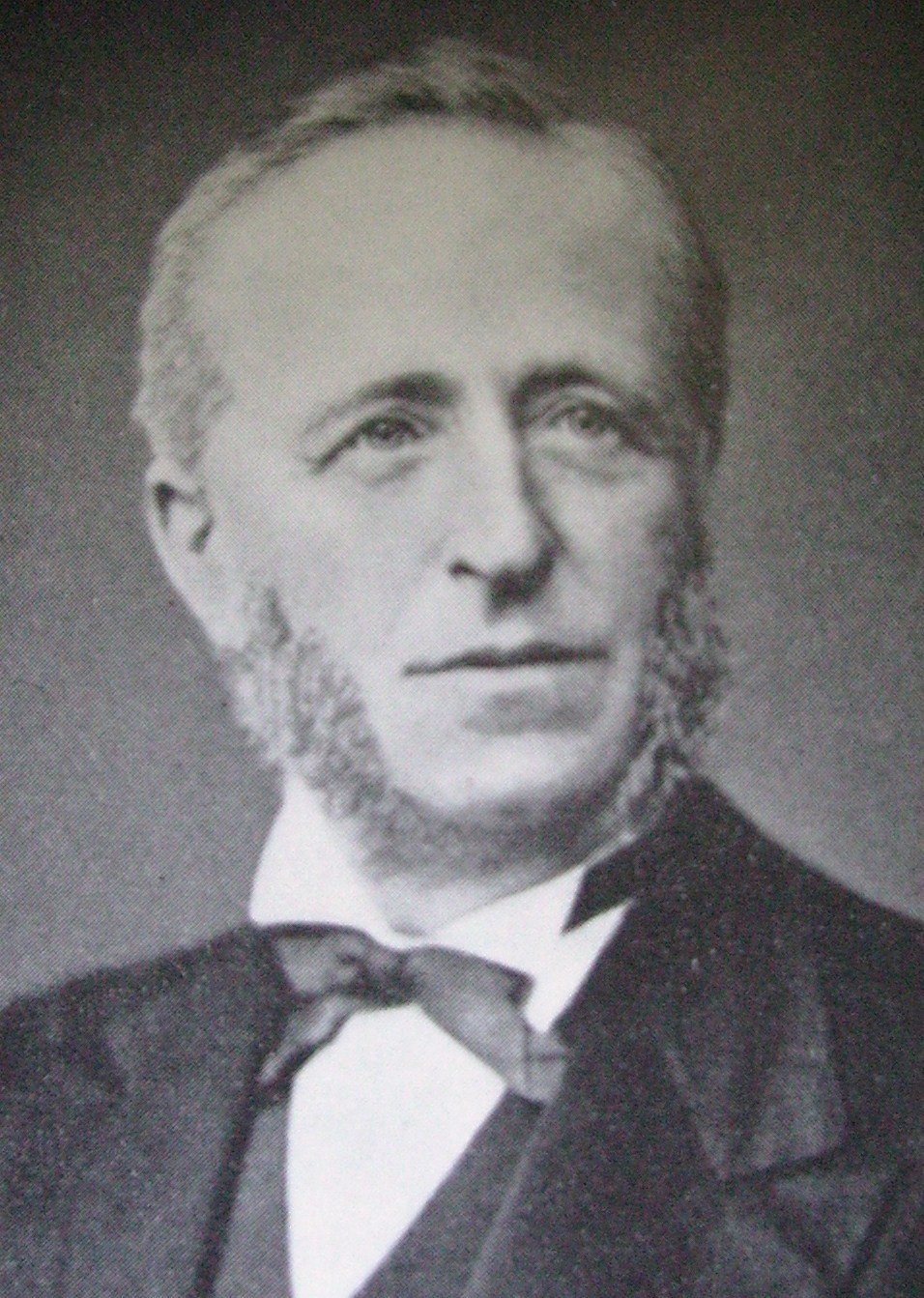
Eduard Delbanco

Eduard Delbanco, född 19 december 1817 i Göteborg, död 28 april 1896 i Göteborg, var en svensk grosshandlare och kommunpolitiker.
Han var son till grosshandlaren Martin Elias Delbanco och Elise Leman. Sedan 1855 var han gift med Mathilda Delbanco från Hamburg.
Delbanco erhöll burskap 1845 efter anställning i firma M.E. Delbanco, vari han med tillhörande kvarnrörelse och oljeslageri i Mölndal även blev delägare. Åren 1852-82 var han ensam ägare av firman. 
Åren 1869-84 var han ledamot av Göteborgs stadsfullmäktige och innehade flera styrelseuppdrag, bl.a. i Skandinaviska Kredit och Bergslagernas Järnvägar. 